# Collana Rodeo
La Collana Rodeo è una collana a fumetti western edita dalle Edizioni Araldo dal giugno 1967 al dicembre 1980 e ritenuta una delle migliori serie a fumetti del periodo. La collana ha presentato le ristampe di numerosi fumetti e all'interno della stessa sono stati pubblicati oltre a 73 episodi della Storia del West, creata da Gino D'Antonio e Renzo Calegari, i 39 numeri della serie Un ragazzo nel Far West e i 5 de Il giudice Bean, creati da Guido Nolitta; il numero 121, Terra maledetta, e il numero 131, Wyatt Doyle, sono stati scritti da Giancarlo Berardi.

## Storia editoriale
La serie ha esordito nel giugno 1967 e venne edita fino al dicembre 1980 per 162 numeri. Inizialmente doveva servire a pubblicare la serie Storia del West nel formato degli albi d'oro a 32 pagine ma poi si preferì il formato brossurato a 96 pagine tipico della casa editrice e per questo i primi albi sono composti da tre capitoli ciascuno di 32 pagine. Poi, per riuscire a rispettare la periodicità mensile, dopo cinque numeri si decise di ristampare vecchio materiale dell'editore da alternare a quello inedito e, per questo, oltre alla serie inedita Storia del West vengono ripresentate altre serie a strisce dell'editore come Lobo Kid, Rick Master, Sergente York, El Kid, Yuma Kid, Big Davy (presentato con il nome Davy Crockett), I Tre Bill, Un ragazzo nel Far West, La Pattuglia dei Bufali, Joselito, Gordon Jim.

## Elenco
(numero della collana - titolo - data uscita - episodio e numero progressivo)
- 1) 	 Verso l'ignoto 			 - (06/67) - 	Storia del West (1)
- 2) 	 Il grande fiume 			 - (07/67) - 	Storia del West (2)
- 3) 	 Alamo! 			 - (08/67) - 	Storia del West (3)
- 4) 	 Comancheros! 			 - (09/67) - 	Storia del West (4)
- 5) 	 Soldati di ventura 			 - (10/67) - 	Storia del West (5)
- 6) 	 Lobo Kid 			 - (11/67) - 	Lobo Kid (1)
- 7) 	 Il giorno della vendetta 			 - (12/67) - 	Lobo Kid (2)
- 8) 	 Judok 			 - (01/68) - 	Judok (1)
- 9) 	 Le carovane 			 - (02/68) - 	Storia del West (6)
- 10) 	 Rick Master 			 - (03/68) - 	Rick Master (1)
- 11) 	 Texas 			 - (04/68) - 	Rick Master (2)
- 12) 	 L'oro della California 			 - (05/68) - 	Storia del West (7)
- 13) 	 La pattuglia 			 - (06/68) - 	Storia del West (8)
- 14) 	 Rio kid 			 - (07/68) - 	Rio Kid (1)
- 15) 	 Le grandi pianure 			 - (08/68) - 	Storia del West (9)
- 16) 	 Gordon Jim 			 - (09/68) - 	Gordon Jim (1)
- 17) 	 Tamburi di gerra 			 - (10/68) - 	Gordon Jim (2)
- 18) 	 Wells Fargo 			 - (11/68) - 	Storia del West (10)
- 19) 	 Kansas 			 - (12/68) - 	Storia del West (11)
- 20) 	 Il Sergente York 			 - (01/69) - 	Sergente York (1)
- 21) 	 La foresta in fiamme 			 - (02/69) - 	Sergente York (2)
- 22) 	 I cavalieri del demonio 			 - (03/69) - 	Sergente York (3)
- 23) 	 Cielo rosso 			 - (04/69) - 	Storia del West (12)
- 24) 	 Sangue sul fiume 			 - (05/69) - 	Sergente York (4)
- 25) 	 L'ultimo duello 			 - (06/69) - 	Storia del West (13)
- 26) 	 Gli scorridori 			 - (07/69) - 	Storia del West (14)
- 27) 	 Il fortino abbandonato 			 - (08/69) - 	Sergente York (5)
- 28) 	 Partita d'azzardo 			 - (09/69) - 	Sergente York (6)
- 29) 	 El Kid 			 - (10/69) - 	El Kid (1)
- 30) 	 "Gunman" 			 - (11/69) - 	El Kid (2)
- 31) 	 Orizzonti lontani 			 - (12/69) - 	Storia del West (15)
- 32) 	 Yuma Kid 			 - (01/70) - 	Yuma Kid (1)
- 33) 	 La diligenza 			 - (02/70) - 	Storia del West (16)
- 34) 	 Davy Crockett 			 - (03/70) - 	Davy Crockett (1)
- 35) 	 Attacco notturno 			 - (04/70) - 	Davy Crockett (2)
- 36) 	 Acque morte 			 - (05/70) - 	Storia del West (17)
- 37) 	 I tre Bill 			 - (06/70) - 	I tre Bill (1)
- 38) 	 I Dakota 			 - (07/70) - 	Storia del West (18)
- 39) 	 La pista rossa 			 - (08/70) - 	I tre Bill (2)
- 40) 	 La lunga cavalcata 			 - (09/70) - 	Storia del West (19)
- 41) 	 Corsa tragica 			 - (10/70) - 	I tre Bill (3)
- 42) 	 Un ragazzo nel Far West 			 - (11/70) - 	Un ragazzo nel Far West (1)
- 43) 	 Fiamme di guerra 			 - (12/70) - 	Storia del West (20)
- 44) 	 Notte di terrore 			 - (01/71) - 	Un ragazzo nel Far West (2)
- 45) 	 Terra violenta 			 - (02/71) - 	Storia del West (21)
- 46) 	 Deserto tragico 			 - (03/71) - 	Un ragazzo nel Far West (3)
- 47) 	 Il grande rodeo 			 - (04/71) - 	Un ragazzo nel Far West (4)
- 48) 	 Il ponte 			 - (05/71) - 	Storia del West (22)
- 49) 	 I predoni della foresta 			 - (06/71) - 	Un ragazzo nel Far West (5)
- 50) 	 Squilli al tramonto 			 - (07/71) - 	Storia del West (23)
- 51) 	 I forzati della gloria 			 - (08/71) - 	Storia del West (24)
- 52) 	 Terre insanguinate 			 - (09/71) - 	Un ragazzo nel Far West (6)
- 53) 	 Il trionfo della legge 			 - (10/71) - 	Un ragazzo nel Far West (7)
- 54) 	 I guerriglieri 			 - (11/71) - 	Storia del West (25)
- 55) 	 Dusty, il "desperado" 			 - (12/71) - 	Un ragazzo nel Far West (8)
- 56) 	 Veleno giallo 			 - (01/72) - 	Storia del West (26)
- 57) 	 Ribellione 			 - (02/72) - 	Un ragazzo nel Far West (9)
- 58) 	 Fort Stanton 			 - (03/72) - 	Un ragazzo nel Far West (10)
- 59) 	 Piombo rovente 			 - (04/72) - 	Un ragazzo nel Far West (11)
- 60) 	 Gli avvoltoi 			 - (05/72) - 	Storia del West (27)
- 61) 	 Sand Creek 			 - (06/72) - 	Storia del West (28)
- 62) 	 La caverna dei totem 			 - (07/72) - 	Un ragazzo nel Far West (12)
- 63) 	 Furia selvaggia 			 - (08/72) - 	Un ragazzo nel Far West (13)
- 64) 	 Hardin, il mercante 			 - (09/72) - 	Un ragazzo nel Far West (14)
- 65) 	 L'urlo degli Apaches 			 - (10/72) - 	Storia del West (29)
- 66) 	 La foresta pietrificata 			 - (11/72) - 	Un ragazzo nel Far West (15)
- 67) 	 Abilene 			 - (12/72) - 	Storia del West (30)
- 68) 	 Tulak 			 - (01/73) - 	Un ragazzo nel Far West (16)
- 69) 	 Doppio gioco 			 - (02/73) - 	Un ragazzo nel Far West (17)
- 70) 	 Campo di battaglia 			 - (03/73) - 	Storia del West (31)
- 71) 	 L'enigma dell'idolo azteco 			 - (04/73) - 	Un ragazzo nel Far West (18)
- 72) 	 La città del sole 			 - (05/73) - 	Un ragazzo nel Far West (19)
- 73) 	 Senza legge 			 - (06/73) - 	Storia del West (32)
- 74) 	 Gli spettri della Mesa 			 - (07/73) - 	Un ragazzo nel Far West (20)
- 75) 	 La pista d'acciaio 			 - (08/73) - 	Storia del West (33)
- 76) 	 La grande sfida 			 - (09/73) - 	Storia del West (34)
- 77) 	 Il grande corvo 			 - (10/73) - 	Un ragazzo nel Far West (21)
- 78) 	 Scontro a Fargo 			 - (11/73) - 	Un ragazzo nel Far West (22)
- 79) 	 Luna Comanche 			 - (12/73) - 	Storia del West (35)
- 80) 	 La miniera segreta 			 - (01/74) - 	Un ragazzo nel Far West (23)
- 81) 	 Silver Canyon 			 - (02/74) - 	Un ragazzo nel Far West (24)
- 82) 	 Missione misteriosa 			 - (03/74) - 	Un ragazzo nel Far West (25)
- 83) 	 La notte dei vigilanti 			 - (04/74) - 	Storia del West (36)
- 84) 	 Battaglia al ranch 			 - (05/74) - 	Un ragazzo nel Far West (26)
- 85) 	 Le città silenti 			 - (06/74) - 	Storia del West (37)
- 86) 	 I pirati del Missouri 			 - (07/74) - 	Un ragazzo nel Far West (27)
- 87) 	 Dog soldier 			 - (08/74) - 	Storia del West (38)
- 88) 	 I mercenari 			 - (09/74) - 	Storia del West (39)
- 89) 	 I quattro assi 			 - (10/74) - 	Un ragazzo nel Far West (28)
- 90) 	 Le montagne splendenti 			 - (11/74) - 	Storia del West (40)
- 91) 	 Uragano sull'Arizona 			 - (12/74) - 	Un ragazzo nel Far West (29)
- 92) 	 Oro tragico 			 - (01/75) - 	Un ragazzo nel Far West (30)
- 93) 	 Red River 			 - (02/75) - 	Storia del West (41)
- 94) 	 Rio Bravo 			 - (03/75) - 	Un ragazzo nel Far West (31)
- 95) 	 L'ultimo assalto 			 - (04/75) - 	Un ragazzo nel Far West (32)
- 96) 	 La costa lunga 			 - (05/75) - 	Storia del West (42)
- 97) 	 Il tesoro del fuorilegge 			 - (06/75) - 	Un ragazzo nel Far West (33)
- 98) 	 La legge della violenza 			 - (07/75) - 	Storia del West (43)
- 99) 	 Le sorgenti misteriose 			 - (08/75) - 	Un ragazzo nel Far West (34)
- 100) 	 L'uomo della frontiera 			 - (09/75) - 	Storia del West (44)
- 101) 	 Watanka 			 - (10/75) - 	Un ragazzo nel Far West (35)
- 102) 	 I cacciatori di indiani 			 - (11/75) - 	Storia del West (45)
- 103) 	 Sangue sul fiume 			 - (12/75) - 	Un ragazzo nel Far West (36)
- 104) 	 Il grande Zapata 			 - (01/76) - 	Un ragazzo nel Far West (37)
- 105) 	 Il seme dell'odio 			 - (02/76) - 	Storia del West (46)
- 106) 	 Desperados 			 - (03/76) - 	Un ragazzo nel Far West (38)
- 107) 	 Il fiume perduto 			 - (04/76) - 	Storia del West (47)
- 108) 	 Addio alle armi 			 - (05/76) - 	Un ragazzo nel Far West (39)
- 109) 	 La Pattuglia dei Bufali 			 - (06/76) - 	La Pattuglia dei Bufali (1)
- 110) 	 La valle delle nebbie 			 - (07/76) - 	La Pattuglia dei Bufali (2)
- 111) 	 La stirpe di Caino 			 - (08/76) - 	Storia del West (48)
- 112) 	 Un caso misterioso 			 - (09/76) - 	La Pattuglia dei Bufali (3)
- 113) 	 I conquistatori 			 - (10/76) - 	Storia del West (49)
- 114) 	 Il ritorno dei tre Bill 			 - (11/76) - 	I tre Bill (4)
- 115) 	 Ai ferri corti! 			 - (12/76) - 	I tre Bill (5)
- 116) 	 Verdi pascoli 			 - (01/77) - 	Storia del West (50)
- 117) 	 Tracce nel deserto 			 - (02/77) - 	I tre Bill (6)
- 118) 	 La pista dei ladri 			 - (03/77) - 	Storia del West (51)
- 119) 	 L'ombra della forca 			 - (04/77) - 	vari ()
- 120) 	 Gli strangolatori 			 - (05/77) - 	vari ()
- 121) 	 Terra maledetta 			 - (06/77) - 	vari (autore Giancarlo Berardi, disegni Antonio Canale)
- 122) 	 Sangue di guerriero 			 - (07/77) - 	Storia del West (52)
- 123) 	 Uomini violenti 			 - (08/77) - 	Storia del West (53)
- 124) 	 Il serpente d'argento 			 - (09/77) - 	vari ()
- 125) 	 Il mestiere di spia 			 - (10/77) - 	vari (disegni di Roberto Diso)
- 126) 	 Un uomo e la sua colt 			 - (11/77) - 	vari ()
- 127) 	 L'esploratore scomparso 			 - (12/77) - 	vari ()
- 128) 	 Grido di guerra 			 - (01/78) - 	Storia del West (54)
- 129) 	 Requiem per un legionario 			 - (02/78) - 	vari ()
- 130) 	 Il giorno del massacro 			 - (03/78) - 	Storia del West (55)
- 131) 	 Wyatt Doyle 			 - (04/78) - 	vari (autore Giancarlo Berardi, disegni Gianni Forgiarini)
- 132) 	 Furia apache 			 - (05/78) - 	Il giudice Bean (1)
- 133) 	 L'ombra del passato 			 - (06/78) - 	Il giudice Bean (2)
- 134) 	 Oklahoma 			 - (07/78) - 	Storia del West (56)
- 135) 	 Le colline d'oro 			 - (08/78) - 	Storia del West (57)
- 136) 	 Rio Bravo 			 - (09/78) - 	Il giudice Bean (3)
- 137) 	 Aquila Nera 			 - (10/78) - 	Il giudice Bean (4)
- 138) 	 Giorno di gloria 			 - (11/78) - 	Storia del West (58)
- 139) 	 Arizona! 			 - (12/78) - 	Il giudice Bean (5)
- 140) 	 Joselito 			 - (01/79) - 	Joselito (1)
- 141) 	 Vento d'autunno 			 - (02/79) - 	Storia del West (59)
- 142) 	 Per seicentomila pesos 			 - (03/79) - 	Joselito (2)
- 143) 	 Sentieri selvaggi 			 - (04/79) - 	Storia del West (60)
- 144) 	 Veracruz 			 - (05/79) - 	Joselito (3)
- 145) 	 La lunga marcia 			 - (06/79) - 	Storia del West (61)
- 146) 	 I macheteros 			 - (07/79) - 	Joselito (4)
- 147) 	 La via dell'inferno 			 - (08/79) - 	Storia del West (62)
- 148) 	 Pancho Villa! 			 - (09/79) - 	Joselito (5)
- 149) 	 Rio Grande 			 - (10/79) - 	Storia del West (63)
- 150) 	 Bronco Apache 			 - (11/79) - 	Joselito (6)
- 151) 	 I cavalieri 			 - (12/79) - 	Storia del West (64)
- 152) 	 Seta gialla 			 - (01/80) - 	Joselito (7)
- 153) 	 Vittoria amara 			 - (03/80) - 	Storia del West (65)
- 154) 	 L'ultimo apache 			 - (04/80) - 	Storia del West (66)
- 155) 	 Colpo su colpo 			 - (05/80) - 	Storia del West (67)
- 156) 	 A ovest del Pecos 			 - (06/80) - 	Storia del West (68)
- 157) 	 I combattenti 			 - (07/80) - 	Storia del West (69)
- 158) 	 Vento caldo 			 - (08/80) - 	Storia del West (70)
- 159) 	 L'astronave perduta 			 - (09/80) - 	vari ()
- 160) 	 Croce di fiamma 			 - (10/80) - 	Storia del West (71)
- 161) 	 L'inferno bianco 			 - (11/80) - 	Storia del West (72)
- 162) 	 La fine della pista 			 - (12/80) - 	Storia del West (73)